# Bob Dylan's 115th Dream
Bob Dylan's 115th Dream è una canzone di Bob Dylan, incisa nel suo quinto album, Bringing It All Back Home. Nel 2005, la rivista Mojo la classifica al 68º posto tra le migliori canzoni di Bob Dylan.

Il titolo è un'allusione ad un pezzo del cantante di due anni prima: Bob Dylan's Dream. Dylan comincia ad eseguire la canzone da solo, prima di scoppiare a ridere per la mancata battuta d'entrata del resto del gruppo, ricominciando per questo da capo; questo particolare rimase nella registrazione finale. Bruce Langhorne ricorda in No Direction Home:

Prima di fermarsi, all'inizio [Dylan] stava suonando tutto da solo e tutti si misero a ridere; due secondi dopo ricominciò ancora e ognuno procedette di colpo con strepitoso successo.

La canzone, satirica e dalla storia altamente surreale, mette gioiosamente alla rinfusa punti di riferimento storici, letterari e narrativi, dai viaggi di Colombo, Moby Dick, fino ad eventi di quel periodo. Il protagonista, chiamato Captain Arab (nome che richiama il capitano Achab di Moby-Dick), alberga nella testa del narratore per la maggior parte del racconto. Numerosi incontri bizzarri e avvenimenti hanno luogo in un paesaggio immaginario fortemente sardonico e non allineare, parallelamente catalogato con la creazione degli Stati Uniti e i valori americani.